# Saturn Award per il miglior attore
Il Saturn Award per il miglior attore (Best Actor) è un premio assegnato annualmente nel corso dei Saturn Awards dal 1976 ad oggi.

## Vincitori e candidati
I vincitori sono indicati in grassetto.

### Anni 1970
- 1976
  - James Caan - Rollerball
  - Don Johnson - Un ragazzo, un cane, due inseparabili amici (A Boy and His Dog)
- 1977
  - David Bowie - L'uomo che cadde sulla Terra (The Man Who Fell On Earth)
- 1978
  - George Burns - Bentornato Dio! (Oh, God!)
  - Richard Dreyfuss - Incontri ravvicinati del terzo tipo (Close Encounters of the Third Kind)
  - William Shatner - Kingdom of the Spiders
  - Harrison Ford - Guerre stellari (Star Wars)
  - Mark Hamill - Guerre stellari (Star Wars)
  - Michael York - L'isola del dr. Moreau (The Island of Dr. Moreau)
- 1979
  - Warren Beatty - Il paradiso può attendere (Heaven Can Wait)
  - Laurence Olivier - I ragazzi venuti dal Brasile (The Boys from Brazil)
  - Donald Sutherland - Terrore dallo spazio profondo (Invasion of the Body Snatchers)
  - Christopher Reeve - Superman
  - Christopher Lee - The Wicker Man

### Anni 1980
- 1980
  - George Hamilton - Amore al primo morso (Love At First Bite)
  - Christopher Lee - Avventura araba (Arabian Adventure)
  - Frank Langella - Dracula
  - William Shatner - Star Trek (Star Trek: The Motion Picture)
  - Malcolm McDowell - L'uomo venuto dall'impossibile (Time After Time)
- 1981
  - Mark Hamill - L'Impero colpisce ancora (Star Wars V - The Empire Strikes Back)
  - Dennis Christopher - Dissolvenza in nero (Fade to Black)
  - Kirk Douglas - Countdown dimensione zero (The Final Countdown)
  - Alan Arkin - Simon
  - Christopher Reeve - Ovunque nel tempo (Somewhere in Time)
- 1982
  - Harrison Ford - I predatori dell'arca perduta (Raiders of the Lost Ark)
  - Donald Pleasence - Il signore della morte (Halloween II)
  - Sean Connery - Atmosfera zero (Outland)
  - Christopher Reeve - Superman II
  - Albert Finney - Wolfen, la belva immortale (Wolfen)
- 1983
  - William Shatner - Star Trek II - L'ira di Khan (Star Trek II: The Wrath of Khan)
  - Christopher Reeve - Trappola mortale (Deathtrap)
  - Henry Thomas - E.T. l'extra-terrestre (E.T.: The Extra-Terrestrial)
  - Mel Gibson - Interceptor - Il guerriero della strada (Mad Max 2: The Road Warrior)
  - Lee Horsley - La spada a tre lame (The Sword and the Sorcerer)
- 1984
  - Mark Hamill - Il ritorno dello Jedi (Star Wars VI - Return of The Jedi)
  - Roy Scheider - Tuono blu (Blue Thunder)
  - Christopher Walken - La zona morta (The Dead Zone)
  - Christopher Reeve - Superman III
  - Matthew Broderick - Wargames - Giochi di guerra (WarGames)
- 1985
  - Jeff Bridges - Starman
  - Harrison Ford - Indiana Jones e il tempio maledetto (Indiana Jones and the Temple of Doom)
  - George Burns - Oh, God! You Devil
  - William Shatner - Star Trek III - Alla ricerca di Spock (Star Trek III: The Search for Spock)
  - Arnold Schwarzenegger - Terminator (The Terminator)
- 1986
  - Michael J. Fox - Ritorno al futuro (Back to The Future)
  - Hume Cronyn - Cocoon - L'energia dell'universo (Cocoon)
  - Louis Gossett Jr. - Il mio nemico (Enemy Mine)
  - Chris Sarandon - Ammazzavampiri (Fright Night)
  - James Karen - Il ritorno dei morti viventi (The Return of the Living Dead)
- 1987
  - Jeff Goldblum - La mosca (The Fly)
  - Michael Biehn - Aliens - Scontro finale (Aliens)
  - Anthony Perkins - Psycho III
  - Leonard Nimoy - Rotta verso la Terra (Star Trek IV: The Voyage Home)
  - William Shatner - Rotta verso la Terra (Star Trek IV: The Voyage Home)
- 1988
  - Jack Nicholson - Le streghe di Eastwick (The Witches of Eastwick)
  - Michael Nouri - L'alieno (The Hidden)
  - Arnold Schwarzenegger - Predator
  - Lance Henriksen - Pumpkinhead
  - Peter Weller - RoboCop
  - Terry O'Quinn - Stepfather - Il patrigno (The Stepfather)

### Anni 1990
- 1990
  - Tom Hanks - Big
  - Jeremy Irons - Inseparabili (Dead Ringers)
  - James Spader - Jack's Back
  - Bill Murray - S.O.S. fantasmi (Scrooged)
  - Bob Hoskins - Chi ha incastrato Roger Rabbit (Who Framed Roger Rabbit)
- 1991
  - Jeff Daniels - Aracnofobia (Arachnophobia)
  - Ed Harris - The Abyss
  - Jack Nicholson - Batman
  - Liam Neeson - Darkman
  - Warren Beatty - Dick Tracy
  - Patrick Swayze - Ghost - Fantasma (Ghost)
  - Harrison Ford - Indiana Jones e l'ultima crociata (Indiana Jones and the Last Crusade)
  - Axel Jodorowsky - Santa Sangre
  - Arnold Schwarzenegger - Atto di forza (Total Recall)
- 1992
  - Anthony Hopkins - Il silenzio degli innocenti (The Silence of the Lambs)
  - Jeff Bridges - La leggenda del re pescatore (The Fisher King)
  - Robin Williams - La leggenda del re pescatore (The Fisher King)
  - James Caan - Misery non deve morire (Misery)
  - Kevin Costner - Robin Hood - Principe dei ladri (Robin Hood: Prince of Thieves)
  - Arnold Schwarzenegger - Terminator 2 - Il giorno del giudizio (Terminator 2: Judgment Day)
- 1993
  - Gary Oldman - Dracula di Bram Stoker (Bram Stoker's Dracula)
  - Raúl Juliá - La famiglia Addams (The Addams Family)
  - Bruce Willis - La morte ti fa bella (Death Becomes Her)
  - Chevy Chase - Avventure di un uomo invisibile (Memoirs of an Invisible Man)
  - John Lithgow - Doppia personalità (Raising Cain)
  - Michael Gambon - Toys - Giocattoli (Toys)
  - Robin Williams - Toys - Giocattoli (Toys)
- 1994
  - Robert Downey Jr. - 4 fantasmi per un sogno (Heart and Souls)
  - Robert Patrick - Bagliori nel buio (Fire in the Sky)
  - Bill Murray - Ricomincio da capo (Groundhog Day)
  - Arnold Schwarzenegger - Last Action Hero - L'ultimo grande eroe (Last Action Hero)
  - Max von Sydow - Cose preziose (Needful Things)
  - Christian Slater - Una vita al massimo (True Romance)
  - Jeff Bridges - The Vanishing - Scomparsa (The Vanishing)
- 1995
  - Martin Landau - Ed Wood
  - Tom Hanks - Forrest Gump
  - Kenneth Branagh - Frankenstein di Mary Shelley (Frankenstein)
  - Tom Cruise - Intervista col vampiro (Interview with the Vampire: The Vampire Chronicles)
  - Brad Pitt - Intervista col vampiro (Interview with the Vampire: The Vampire Chronicles)
  - Arnold Schwarzenegger - True Lies
  - Jack Nicholson - Wolf - La belva è fuori (Wolf)
- 1996
  - George Clooney - Dal tramonto all'alba (From Dusk Till Dawn)
  - Pierce Brosnan - GoldenEye
  - Robin Williams - Jumanji
  - Morgan Freeman - Seven
  - Ralph Fiennes - Strange Days
  - Bruce Willis - L'esercito delle 12 scimmie (Twelve Monkeys)
- 1997
  - Eddie Murphy - Il professore matto (The Nutty Professor)
  - Michael J. Fox - Sospesi nel tempo (The Frighteners)
  - Jeff Goldblum - Independence Day
  - Will Smith - Independence Day
  - Patrick Stewart - Primo contatto (Star Trek: First Contact)
  - Bill Paxton - Twister
- 1998
  - Pierce Brosnan - Il domani non muore mai (Tomorrow Never Dies)
  - Al Pacino - L'avvocato del diavolo (The Devil's Advocate)
  - Nicolas Cage - Face/Off - Due facce di un assassino (Face/Off)
  - John Travolta - Face/Off - Due facce di un assassino (Face/Off)
  - Will Smith - Men in Black
  - Kevin Costner - L'uomo del giorno dopo (The Postman)
- 1999
  - James Woods - Vampires (John Carpenter's Vampires)
  - Edward Norton - American History X
  - Bruce Willis - Armageddon - Giudizio finale (Armageddon)
  - Anthony Hopkins - Vi presento Joe Black (Meet Joe Black)
  - Jim Carrey - The Truman Show
  - David Duchovny - X-Files - Il film (The X Files)

### Anni 2000
- 2000
  - Tim Allen - Galaxy Quest
  - Keanu Reeves - Matrix (The Matrix)
  - Brendan Fraser - La mummia (The Mummy)
  - Bruce Willis - The Sixth Sense - Il sesto senso (The Sixth Sense)
  - Johnny Depp - Il mistero di Sleepy Hollow (Sleepy Hollow)
  - Liam Neeson - Star Wars: Episodio I - La minaccia fantasma (Star Wars: Episode I - The Phantom Menace)
- 2001
  - Hugh Jackman - X-Men
  - Arnold Schwarzenegger - Il sesto giorno (The 6th Day)
  - Russell Crowe - Il gladiatore (Gladiator)
  - Jim Carrey - Il Grinch (Dr. Seuss' How the Grinch Stole Christmas)
  - Clint Eastwood - Space Cowboys
  - Chow Yun-fat - La tigre e il dragone (Wòhǔ Cánglóng)
- 2002
  - Tom Cruise - Vanilla Sky
  - Johnny Depp - La vera storia di Jack lo squartatore - From Hell (From Hell)
  - Anthony Hopkins - Hannibal
  - Kevin Spacey - K-PAX - Da un altro mondo (K-PAX)
  - Billy Bob Thornton - L'uomo che non c'era (The Man Who Wasn't There)
  - Guy Pearce - Memento
- 2003
  - Robin Williams - One Hour Photo
  - Pierce Brosnan - La morte può attendere (Die Another Day)
  - Viggo Mortensen - Il Signore degli Anelli - Le due torri (The Lord of the Rings: The Two Towers)
  - Tom Cruise - Minority Report
  - George Clooney - Solaris
  - Tobey Maguire - Spider-Man
- 2004
  - Elijah Wood - Il Signore degli Anelli - Il ritorno del re (The Lord of the Rings: The Return of the King)
  - Albert Finney - Big Fish - Le storie di una vita incredibile (Big Fish)
  - Tom Cruise - L'ultimo samurai (The Last Samurai)
  - Viggo Mortensen - Il Signore degli Anelli - Il ritorno del re (The Lord of the Rings: The Return of the King)
  - Johnny Depp - La maledizione della prima luna (Pirates of Caribbean: The Curse of the Black Pearl)
  - Crispin Glover - Willard il paranoico (Willard)
- 2005
  - Tobey Maguire - Spider-Man 2
  - Matt Damon - The Bourne Supremacy
  - Tom Cruise - Collateral
  - Jim Carrey - Se mi lasci ti cancello (Eternal Sunshine of the Spotless Mind)
  - Johnny Depp - Neverland - Un sogno per la vita (Finding Neverland)
  - Christian Bale - L'uomo senza sonno (El maquinista)
- 2006
  - Christian Bale - Batman Begins
  - Viggo Mortensen - A History of Violence
  - Robert Downey Jr. - Kiss Kiss Bang Bang
  - Pierce Brosnan - The Matador
  - Hayden Christensen - Star Wars: Episodio III - La vendetta dei Sith (Star Wars: Episode III - Revenge of the Sith)
  - Tom Cruise - La guerra dei mondi (War of the Worlds)
- 2007
  - Brandon Routh - Superman Returns
  - Daniel Craig - Casino Royale
  - Clive Owen - I figli degli uomini (Children of Men)
  - Hugh Jackman - The Fountain - L'albero della vita (The Fountain)
  - Tom Cruise - Mission: Impossible III (Mission: Impossible III)
  - Will Ferrell - Vero come la finzione (Stranger Than Fiction)
- 2008
  - Will Smith - Io sono leggenda (I Am Legend)
  - John Cusack - 1408
  - Gerard Butler - 300
  - Viggo Mortensen - La promessa dell'assassino (Eastern Promises)
  - Johnny Depp - Sweeney Todd - Il diabolico barbiere di Fleet Street (Sweeney Todd: The Demon Barber of Fleet Street)
  - Daniel Day-Lewis - Il petroliere (There Will Be Blood)
- 2009
  - Robert Downey Jr. - Iron Man
  - Christian Bale - Il cavaliere oscuro (The Dark Knight)
  - Tom Cruise - Operazione Valchiria (Valkyrie)
  - Harrison Ford - Indiana Jones e il regno del teschio di cristallo (Indiana Jones and the Kingdom of the Crystal Skull)
  - Brad Pitt - Il curioso caso di Benjamin Button (The Curious Case of Benjamin Button)
  - Will Smith - Hancock

### Anni 2010
- 2010
  - Sam Worthington - Avatar
  - Sam Rockwell - Moon
  - Robert Downey Jr. - Sherlock Holmes
  - Tobey Maguire - Brothers
  - Viggo Mortensen - The Road
  - Denzel Washington - Codice Genesi (The Book of Eli)
- 2011
  - Jeff Bridges - Tron: Legacy
  - Leonardo DiCaprio - Shutter Island
  - Robert Downey Jr. - Iron Man 2
  - Ryan Reynolds - Buried - Sepolto (Buried (Enterrado))
  - George Clooney - The American
  - Leonardo DiCaprio - Inception
- 2012
  - Michael Shannon - Take Shelter
  - Antonio Banderas - La pelle che abito (La piel que habito)
  - Dominic Cooper - The Devil's Double
  - Tom Cruise - Mission: Impossible - Protocollo fantasma (Mission: Impossible - Ghost Protocol)
  - Chris Evans - Captain America - Il primo Vendicatore (Captain America: The First Avenger)
  - Ben Kingsley - Hugo Cabret (Hugo)
- 2013
  - Matthew McConaughey - Killer Joe
  - Christian Bale - Il cavaliere oscuro - Il ritorno (The Dark Knight Rises)
  - Daniel Craig - Skyfall
  - Martin Freeman - Lo Hobbit - Un viaggio inaspettato (The Hobbit: An Unexpected Journey)
  - Hugh Jackman - Les Misérables
  - Joseph Gordon-Levitt - Looper
- 2014
  - Robert Downey Jr. - Iron Man 3
  - Oscar Isaac - A proposito di Davis (Inside Llewyn Davis)
  - Simon Pegg - La fine del mondo (The World's End)
  - Joaquin Phoenix - Lei (Her)
  - Brad Pitt - World War Z
  - Ben Stiller - I sogni segreti di Walter Mitty (The Secret Life of Walter Mitty)
- 2015[1][2]
  - Chris Pratt - Guardiani della Galassia (Guardians of the Galaxy)
  - Tom Cruise - Edge of Tomorrow - Senza domani (Edge of Tomorrow)
  - Chris Evans - Captain America: The Winter Soldier
  - Jake Gyllenhaal - Lo sciacallo - Nightcrawler (Nightcrawler)
  - Michael Keaton - Birdman
  - Matthew McConaughey - Interstellar
  - Dan Stevens - The Guest
- 2016[3][4]
  - Harrison Ford - Star Wars - Il risveglio della Forza (Star Wars: The Force Awakens)
  - Domhnall Gleeson - Ex Machina
  - John Boyega - Star Wars - Il risveglio della Forza (Star Wars: The Force Awakens)
  - Leonardo DiCaprio - Revenant - Redivivo (The Revenant)
  - Matt Damon - Sopravvissuto - The Martian (The Martian)
  - Paul Rudd - Ant-Man
  - Samuel L. Jackson - The Hateful Eight
  - Taron Egerton - Kingsman - Secret Service (Kingsman: The Secret Service)
- 2017[5]
  - Ryan Reynolds – Deadpool
  - Benedict Cumberbatch – Doctor Strange
  - Chris Evans – Captain America: Civil War
  - Matthew McConaughey – Gold - La grande truffa (Gold)
  - Chris Pine – Star Trek Beyond
  - Chris Pratt – Passengers
  - Mark Rylance – Il GGG - Il grande gigante gentile (The BFG)
- 2018[6]
  - Mark Hamill - Star Wars - Gli ultimi Jedi (Star Wars: The Last Jedi)
  - Chadwick Boseman - Black Panther
  - Ryan Gosling - Blade Runner 2049
  - Hugh Jackman - Logan: The Wolverine (Logan)
  - Daniel Kaluuya - Scappa - Get Out (Get Out)
  - Andy Serkis - The War - Il pianeta delle scimmie (War for the Planet of the Apes)
  - Vince Vaughn - Cell Block 99 - Nessuno può fermarmi (Brawl in Cell Block 99)
- 2019[7]
  - Robert Downey Jr. - Avengers: Endgame
  - Jeff Bridges - 7 sconosciuti a El Royale (Bad Times at the El Royale)
  - Nicolas Cage - Mandy
  - Tom Cruise - Mission: Impossible - Fallout
  - Chris Evans - Avengers: Endgame
  - Mel Gibson - Dragged Across Concrete - Poliziotti al limite (Dragged Across Concrete)
  - Keanu Reeves - John Wick 3 - Parabellum (John Wick: Chapter 3 - Parabellum)

### Anni 2020
- 2021[8][9]
  - John David Washington - Tenet
  - Daniel Craig - Cena con delitto - Knives Out (Knives Out)
  - Delroy Lindo - Da 5 Bloods - Come fratelli (Da 5 Bloods)
  - Ewan McGregor - Doctor Sleep
  - Gary Oldman - Mank
  - Aaron Paul - El Camino - Il film di Breaking Bad (El Camino: A Breaking Bad Movie)
  - Joaquin Phoenix - Joker

- 2022
  - Tom Cruise - Top Gun: Maverick
  - Timothée Chalamet - Dune
  - Idris Elba - The Suicide Squad - Missione suicida (The Suicide Squad)
  - Tom Holland - Spider-Man: No Way Home
  - Daniel Kaluuya - Nope
  - Simu Liu - Shang-Chi e la leggenda dei Dieci Anelli (Shang-Chi and the Legend of the Ten Rings)
  - Robert Pattinson - The Batman

- 2024
  - Harrison Ford - Indiana Jones e il quadrante del destino (Indiana Jones and the Dial of Destiny)
  - Ralph Fiennes - The Menu
  - Ben Kingsley - Jules
  - Cillian Murphy - Oppenheimer
  - Chris Pratt - Guardiani della Galassia Vol. 3 (Guardians of the Galaxy Vol. 3)
  - Keanu Reeves - John Wick 4 (John Wick: Chapter 4)
  - Sam Worthington - Avatar - La via dell'acqua (Avatar: The Way of Water)